# Charles Mavelot
Charles Mavelot est un maître écrivain et graveur français, actif à Paris dans le dernier quart du XVIIe siècle. Dans ses éditions, il se dit valet de chambre et graveur de Madame la Dauphine (+ 1690) puis graveur ordinaire de S.A.R. Mademoiselle (+ 1694).
Charles Mavelot a pour blason : d'azur à un chevron d'or, chargé de trois macles de sable, accompagné en chef de deux étoiles d'argent et en pointe d'une rose de même.

## Œuvres
Sa production consiste essentiellement en recueils de chiffres, qu’il grave lui-même, ainsi qu'en gravure héraldique.
- Nouveau livre de chiffres, qui contient en général tous les noms et surnoms entrelassez par alphabet, ouvrage utile et nécessaire aux peintres, sculpteurs, graveurs et autres, inventé et gravé par Charles Mavelot, graveur ordinaire de S. A. R. Mademoiselle. Dédié à Monseigneur le Dauphin., Paris : l’auteur, 1680, 4°, III-60 f.

Paris BNF : RES P-V-443, RES-V-1490, RES M-V-294). Cat. Destailleur n° 905. Contient 21 planches de grands chiffres, et 58 planches de chiffres entrelacés. Numérisé sur Gallica.
- Nouveau livre de chiffres par alphabet à simple traits où se trouvent tous les noms et surnoms. Dédié à S. A. R. Mademoiselle. Inventé et gravé par C. Mavelot graveur ord. de Son Altesse Royale Mademoiselle. Paris : Cour neuve du Palais, [c. 1684]. 8°, 8 p., pl.

Paris BNF : RES-V-2452, V-25023. Paris Arsenal : Est. 477. Contient 37 f. numérotés de chiffres entrelacés, 2 f. pour le chiffre de Mademoiselle, et un chiffre formé de toutes les lettres de l'alphabet. Il existe un tirage avec une adresse au titre différente, avec une épître gravée et un privilège du 7 juillet 1684. Cat. Destailleur n° 906. Le privilège pour l'impression est accordé à Mavelot le 2 juillet 1684 (Versailles, Phélipeaux).
- Livre de chiffres a double traits, où l'on trouve les noms & surnoms. : Utile aux peintres, sculpteurs, graveurs et  autres. Dedié a Monseigneur le Dauphin. Paris : l'auteur 1685 Contient une dédicace au dauphin,  79 f, de chiffres entrelacés, une section de nouveaux dessins dédiés à la Dauphine, suivi d'une table des chiffres fleuronnés et des chiffres des noms, suivi d'une dédicace au prince Louis Auguste de Bourbon, suivi de 53 f de chiffres. Exemplaire disponible en ligne dans la collection Gaelic Books de la National Library of Scotland

- Nouveau livre de différents cartouches, couronnes, casques, supports et tenants, dessignez et gravez par C. Mavelot maistre graveur et graveur ordinaire de S.A.R. Mademoiselle. Dédié à Mgr le duc de Saint-Aignan. Ouvrage utile aux peintres, sculpteurs, graveurs, orfèvres, brodeurs et autres.... Paris : l'auteur, [1685], 8° obl., 20-30 p.

Chicago NL : Wing ZP 639.M 44. - Paris BNF : RES-V-2454). Cat. Destailleur n° 907. Numérisé sur Gallica.

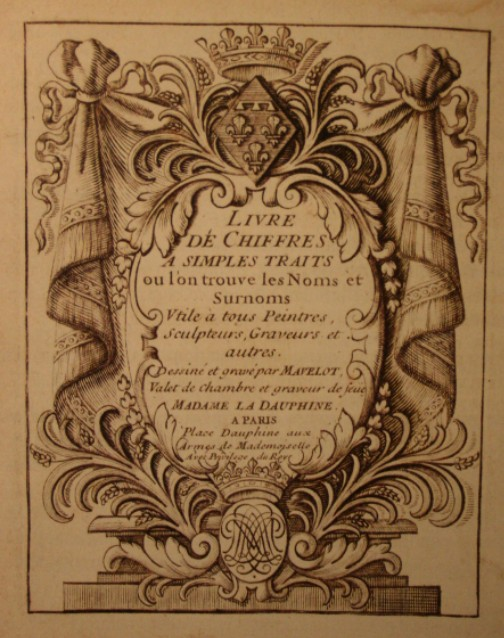
Titre du Livre de chiffres à simples traits de Mavelot (c. 1680).

- Livre de chiffres à simples traits où l'on trouve les noms et surnoms, utile à tous peintres, sculpteurs, graveurs et autres. Dessiné et gravé par Mavelot... Paris : l'auteur, c. 1680. 8° carré, [4]-37 f.
- Livre de différens cartouches fort recherchez, utile à toutes sortes de personnes qui se meslent du dessin. Inventé et gravé par Charles Mavelot graveur de Son altesse royalle Mademoiselle. Dédié à son altesse sérénissime Monseigneur le Prince. Paris : l'auteur, 1685. 8°, [2]-30 f. Dédicace à "Monseigneur le Prince".

Paris Arsenal : Est. 477. Privilège du 17 juin 1685. Cat. Destailleur n° 908.
- Nouveaux desseins pour la pratique de l'art héraldique de plusieurs armes des premiers de l'Estat ornée de leurs couronnes, suppots, casques et l'Embrequins et cartouches avec leurs chiffres fleuronnez leurs noms et qualitez. Plusieurs devises latines dans des cartouches de nouvelle invention... Le tout inventé,dessiné et gravé par Mavelot, graveur de S.A.R. Mademoiselle.. Paris : l'auteur, [1696]. 4°, 52 pl. gravées.

Dédié au duc du Maine avec ses armes sur un planche au début. Cat. Destailleur n° 909.

Gravures de Charles Mavelot
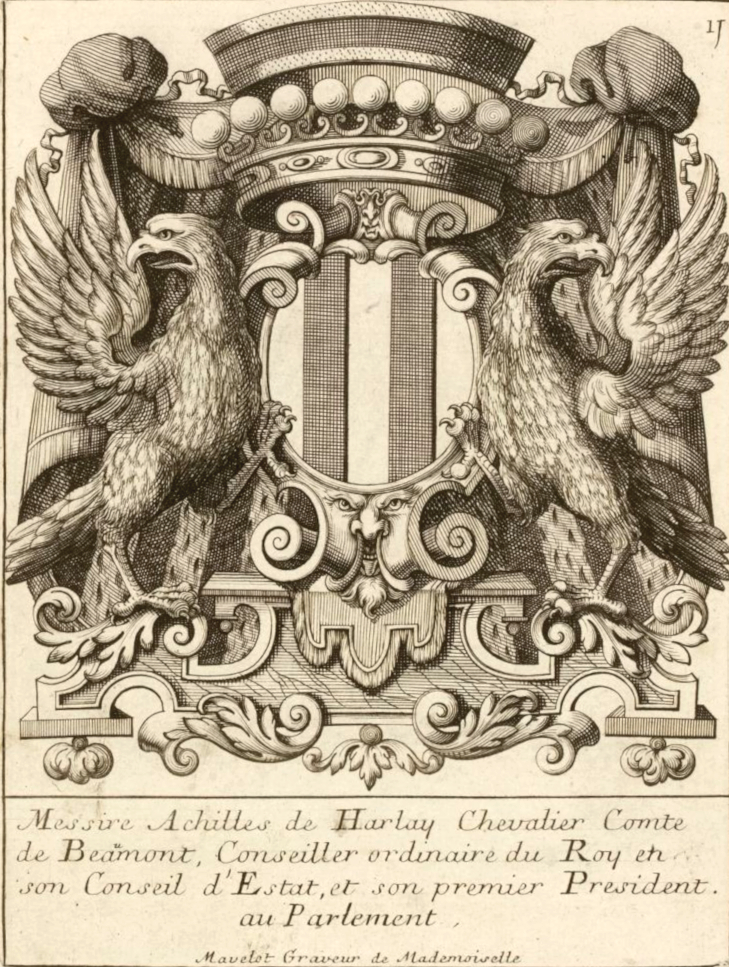
Armoiries d'Achille de Harlay
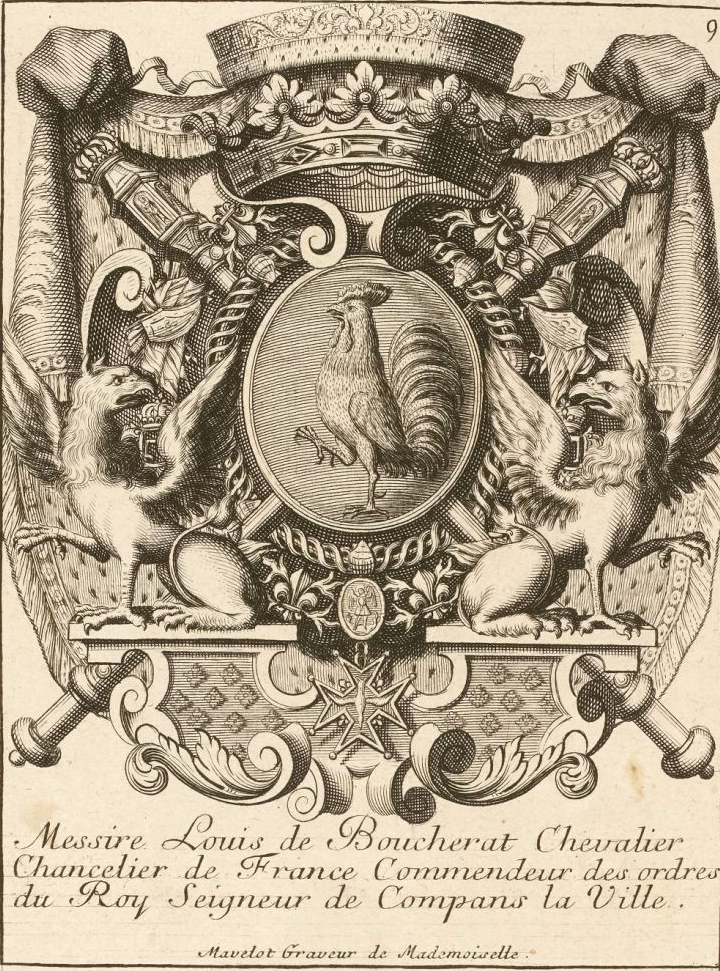
Armoiries de Louis Boucherat, chancelier de France
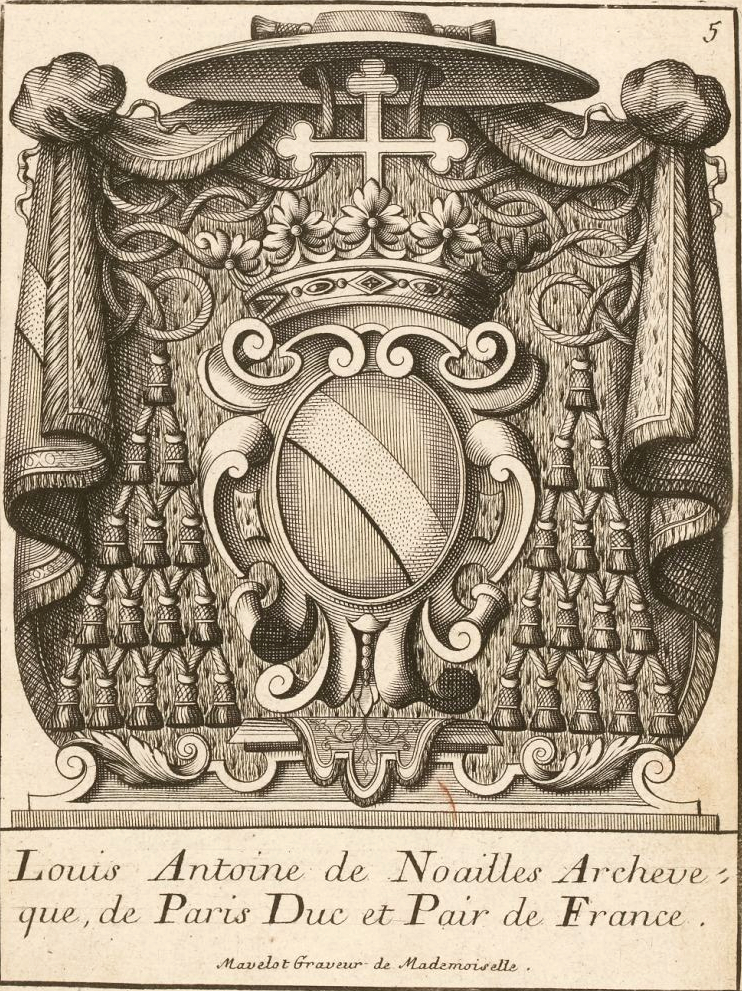
Armoiries de Louis-Antoine de Noailles, archevêque de Paris
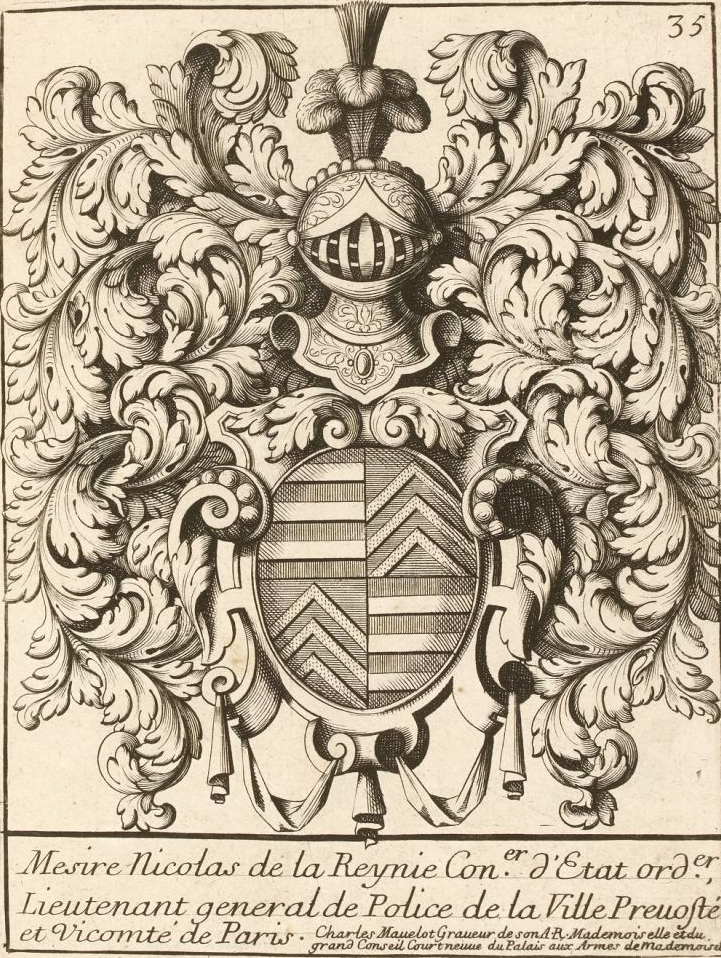
Armoiries de Gabriel Nicolas de La Reynie